# 平成俊
平 成俊（たいら の なりとし）は、鎌倉時代の公卿。正二位、権中納言。父は平棟基。宗尊親王の生母である准三后従一位平棟子の兄弟である。

## 経歴
兄弟の平棟子が後嵯峨院の元に入内して宗尊親王を産んだことにより、父の官位を超えて中年以降に異例の昇進をした。

## 官歴
以下、『公卿補任』と『尊卑分脈』の内容に従って記述する。
- 嘉禎3年1月24日　任豊後守、同日叙爵[1]
- 仁治4年（1243年）1月5日　叙従五位上
- 寛元元年（1243年）9月9日　任春宮少進[2]
- 寛元2年（1244年）3月6日　任宮内少輔
- 宝治2年（1248年）1月23日　任勘解由次官
- 宝治3年（1249年）10月29日　叙正五位下
- 建長3年（1251年）3月16日　補蔵人
- 建長6年（1254年）1月13日　任左少弁
- 建長8年（1256年）2月22日　叙正五位上
- 正嘉元年（1257年）1月10月19日　任権右中弁。同日、叙従四位下
- 正嘉2年（1258年）1月13日　任右中弁。同年7月9日、叙従四位上。同年8月20日、兼右宮城使。
- 正元元年（1259年）1月6日　叙正四位下。同年4月17日、兼春宮亮。
- 弘長元年（1261年）2月8日　任中宮亮。同年3月27日、任左中弁。同年4月7日、補蔵人頭。同年8月20日、兼皇后宮亮。同年9月26日、兼左宮城使。
- 弘長2年（1262年）12月21日　任参議。
- 弘長3年（1263年）1月28日　兼備前権守
- 文永元年（1264年）6月2日　叙従三位
- 文永3年（1266年）10月24日　参議を辞退。同年10月21日、本座を許される。
- 文永5年（1268年）1月7日　叙正三位
- 文永7年（1270年）12月4日　叙従二位
- 文永8年（1271年）10月13日　参議に還任
- 文永9年（1272年）7月11日　兼伊予権守
- 建治2年（1276年）4月16日　参議を辞退
- 建治3年（1277年）9月13日　任大宰大弐
- 弘安3年（1280年）5月5日　叙正二位
- 弘安6年（1283年）4月　大弐を止める
- 正応4年（1291年）4月6日　任権中納言。同年7月29日、権中納言を辞退。同年8月、出家。
- 正応5年閏（1292年）6月28日、薨去。（享年76）

## 系譜
- 父：平棟基
- 母：不詳
- 妻：不詳
  - 男子：平棟望
  - 男子：平棟俊
  - 男子：平惟俊
  - 男子：平棟成
  - 女子：藤原資氏室